# مرد درون آینه: داستان زندگی مایکل جکسون
مرد درون آینه: داستان زندگی مایکل جکسون (به انگلیسی: Man in the Mirror: The Michael Jackson Story) یک تله‌فیلم از زندگی‌نامهٔ مایکل جکسون که توسط شبکهٔ وی‌اچ‌وان در سال ۲۰۰۴ تهیه گردید. نام این فیلم برگرفته از یکی از ترانه‌های مشهور جکسون با نام «مرد درون آینه» است.
این فیلم هم‌اکنون بر روی دی‌وی‌دی نیز منتشر شده است.
خود جکسون این فیلم را به عنوان شرح زندگی‌نامه‌اش قبول نداشت و آن را غیرواقعی می‌دانست.